# غريس فاندروال
غريس فاندروال (بالإنجليزية: Grace VanderWaal)‏ (مواليد 15 يناير 2004 في كانساس)، هي مغنية وكاتبة غنائية أمريكية، اشتهرت بعد مشاركتها سنة 2016 في برنامج المواهب أمريكا غوت تالنت، وكانت تبلغ من العمر 12 سنة، وفازت بالجائزة الأولى لهذه المسابقة. بشكل سريع وقعت عقد لتسجيل ألبومها الأول مع شركة تسجيلات كولومبيا، الذي أطلق في ديسمبر 2016 باسم " Perfectly Imperfect". ثم قامت باطلاق ألبومها الثاني في يونيو 2017.

## وصلات خارجية
- غريس فاندروال على موقع IMDb (الإنجليزية)
- غريس فاندروال على موقع ميتاكريتيك (الإنجليزية)
- غريس فاندروال على موقع روتن توميتوز (الإنجليزية)
- غريس فاندروال على موقع ألو سيني (الفرنسية)
- غريس فاندروال على موقع ميوزك برينز (الإنجليزية)
- غريس فاندروال على موقع أول ميوزيك (الإنجليزية)
- غريس فاندروال على موقع ديسكوغز (الإنجليزية)
- غريس فاندروال على موقع قاعدة بيانات الفيلم (الإنجليزية)

- الموقع الرسمي